# 大英俊
大英俊（韓語：대영준，?—?），渤海国大氏，渤海国宗室、大臣。第三代渤海國文王大钦茂之子。
大钦茂即位後，与唐朝的关系逐步和好。安史之乱後，大钦茂派大英俊到唐朝擔任宿衛的工作，作為渤海國在李唐的质子。
774年（唐大曆九年二月辛卯；渤海國大興三十七年），大英俊在唐朝的延英殿向唐代宗請辭，以返還回渤海國。